# Левин, Абрам Исаакович
Левин Абрам Исаакович (5.8.1918, Киев УНР — 22.2.1942, деревня Жиганово,
Калининская область) — участник Великой Отечественной войны, стрелок 879-го (по другим данным — 881-го) стрелкового полка (158-я стрелковая дивизия, 22-я армия, Калининский фронт), красноармеец. Закрыл своим телом амбразуру пулемёта.

## Биография
Родился в 1918 году в Киеве в семье шофёра легкового автомобиля Исаака Моисеевича и портнихи Риты Давыдовны Левиных. Позднее семья перебралась в Москву, где Абрам Левин окончил в 1937 году школу № 47 и поступил учиться в Московский автомеханический техникум. 3 июля 1941 года, окончив техникум, приступил к работе техником-наладчиком на Московском автомобильном заводе имени Сталина.
1 сентября 1941 года, отказавшись от брони, добровольцем ушёл в РККА. Попал в состав ополченческой 5-й Московской стрелковой дивизии, которая с 14 ноября 1941 года принимала участие в боях под Москвой. 20 января 1942 года дивизия получила общевойсковую нумерацию и была переименована в 158-ю стрелковую дивизию.
В ходе Ржевско-Вяземской стратегической наступательной операции дивизия в феврале 1942 года была переброшена в район западнее Ржева и после 100-километрового пешего марша с ходу вступила в бой за Холмец. В бою за деревню Жиганово (или Васильки) близ Холмеца красноармеец Абрам Левин закрыл своим телом амбразуру пулемёта.
Из донесения начальника политотдела дивизии:

«Беспредельный героизм и самоотверженность проявил комсомолец Левин. Немцы поливали наших бойцов свинцовым огнём из пулемётов и автоматов. Бойцы упорно ползли вперёд, зарываясь в снег. Но чем ближе были они к дзоту, тем труднее становилось их продвижение. В самый критический момент Левин выбежал из цепи. Он закрыл своим телом амбразуру дзота. Вражеский пулемёт замолчал. Левин погиб, но бойцы достойно отомстили за героическую смерть своего товарища».— 
Был похоронен в братской могиле в деревне Подсосенки Оленинского района, в 1958 году останки были перезахоронены в Холмеце. В 1982 на могиле героя была установлена архитектурно-скульптурная композиция.
За подвиг награждён не был. Лишь в 1967 году был посмертно награждён орденом Отечественной войны 1-й степени.
Подвиг Левина, совершённый на год ранее аналогичного подвига Александра Матросова, широкой известности не получил.

## Память
Имя героя носила пионерская дружина Холмецкой 8-летней школы, его подвигу посвящена экспозиция в школьном музее боевой славы.
В с. Холмец одна из улиц носит имя Абрама Левина. 8 мая 2018 года в музее «Ржевский выступ» установлен бюст А. И. Левина.
22 июня 2018 в урочище Жиганово был открыт полностью реконструированный памятный знак на месте гибели Абрама Левина.

## Комментарии
1. ↑  Ныне — Украина.
2. ↑  Источники указывают различные названия деревни: Жираново[1], Васильки[2] или Жиганово[3].